# Norillag

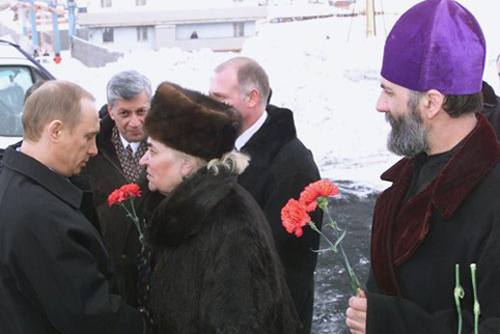
Vladimir Poutine au Norillag en 2002.

En 1935, le gouvernement de l'URSS décide de créer le combinat minier et métallurgique de Norilsk et le camp du Goulag de Norilsk, baptisé Norillag, sur la péninsule de Taïmyr, au-delà du cercle polaire. Ils furent créés en même temps par les décrets des 23 et 25 juin 1935 dans le but d'exploiter les richesses minières de la Sibérie. À la fin de l'année 1935, le Goulag passa sous le contrôle du NKVD. L'exploitation minière et le travail dans les usines métallurgiques étaient réalisés pour l'essentiel par les prisonniers du camp.
En 1943, des secteurs de travaux forcés particulièrement pénibles (KTR) furent créés au Norillag. Le taux de mortalité y était extrêmement élevé. On y ajouta en 1948 des « camps spéciaux » au régime très sévère, réservés aux prisonniers « politiques ». Le régime de ces camps fut « adouci » en 1955. À la fin des années 1950, environ 80 000 prisonniers se trouvaient encore au Norillag
Au total, en vingt ans, un demi-million de personnes passèrent au Norillag, fournissant une main-d'œuvre gratuite. Cent mille prisonniers y trouvèrent la mort. Il fut fermé en 1957.